# Tabio
Tabio – miasto w Kolumbii, w departamencie Cundinamarca.